# 64. ceremonia wręczenia Oscarów
64. ceremonia rozdania Oscarów odbyła się 30 marca 1992 roku w Dorothy Chandler Pavilion w Los Angeles.

## Wykonawcy piosenek
- „Beauty and the Beast” – Angela Lansbury, Céline Dion i Peabo Bryson
- „Belle” – Paige O’Hara, Jerry Orbach i Richard White
- „Be Our Guest” – Paige O’Hara, Jerry Orbach i Richard White
- „(Everything I Do) I Do It for You” – Bryan Adams
- „When You’re Alone” – Amber Scott

## Laureaci

### Najlepszy film
- Edward Saxon, Kenneth Utt, Ron Bozman – Milczenie owiec
- Don Hahn – Piękna i Bestia
- Mark Johnson, Barry Levinson, Warren Beatty – Bugsy
- A. Kitman Ho, Oliver Stone – JFK
- Barbra Streisand, Andrew S. Karsch – Książę przypływów

### Najlepszy aktor
- Anthony Hopkins – Milczenie owiec
- Warren Beatty – Bugsy
- Robert De Niro – Przylądek strachu
- Robin Williams – Fisher King
- Nick Nolte – Książę przypływów

### Najlepszy aktor drugoplanowy
- Jack Palance – Sułtani westernu
- Michael Lerner – Barton Fink
- Harvey Keitel – Bugsy
- Ben Kingsley – Bugsy
- Tommy Lee Jones – JFK

### Najlepsza aktorka
- Jodie Foster – Milczenie owiec
- Bette Midler – Dla naszych chłopców
- Laura Dern – Historia Rose
- Geena Davis – Thelma i Louise
- Susan Sarandon – Thelma i Louise

### Najlepsza aktorka drugoplanowa
- Mercedes Ruehl – Fisher King
- Juliette Lewis – Przylądek strachu
- Jessica Tandy – Smażone zielone pomidory
- Kate Nelligan – Książę przypływów
- Diane Ladd – Historia Rose

### Najlepsza scenografia i dekoracja wnętrz
- Dennis Gassner, Nancy Haigh – Bugsy
- Dennis Gassner, Nancy Haigh – Barton Fink
- Mel Bourne, Cindy Carr – Fisher King
- Norman Garwood, Garrett Lewis – Hook
- Paul Sylbert, Caryl Heller – Książę przypływów

### Najlepsze zdjęcia
- Robert Richardson – JFK
- Allen Daviau – Bugsy
- Stephen Goldblatt – Książę przypływów
- Adam Greenberg – Terminator 2: Dzień sądu
- Adrian Biddle – Thelma i Louise

### Najlepsze kostiumy
- Albert Wolsky – Bugsy
- Ruth Myers – Rodzina Addamsów
- Richard Hornung – Barton Fink
- Anthony Powell – Hook
- Corinne Jorry – Pani Bovary

### Najlepsza reżyseria
- Jonathan Demme – Milczenie owiec
- John Singleton – Chłopaki z sąsiedztwa
- Barry Levinson – Bugsy
- Oliver Stone – JFK
- Ridley Scott – Thelma i Louise

### Pełnometrażowy film dokumentalny
- Allie Light i Irving Saraf – W cieniu gwiazd

### Krótkometrażowy film dokumentalny
- Debra Chasnoff – Deadly Deception: General Electric, 
Nuclear Weapones And Our Environment

### Najlepszy montaż
- Joe Hutshing, Pietro Scalia – JFK
- Gerry Hambling – The Commitments
- Craig McKay – Milczenie owiec
- Conrad Buff IV, Mark Goldblatt, Richard A. Harris – Terminator 2: Dzień sądu
- Thom Noble – Thelma i Louise

### Najlepszy film nieanglojęzyczny
- Włochy: Gabriele Salvatores – Śródziemnomorska sielanka
- Islandia: Fridrik Thor Fridriksson – Dzieci natury
- Hongkong: Zhang Yimou – Zawieście czerwone latarnie
- Czechosłowacja: Jan Sverak – Szkoła podstawowa
- Szwecja: Sven Nykvist – Wół

### Najlepsza charakteryzacja
- Stan Winston, Jeff Dawn – Terminator 2: Dzień sądu
- Christina Smith, Monty Westmore, Greg Cannom – Hook
- Michael Mills, Ed French, Richard Snell – Star Trek VI: Wojna o pokój

### Najlepsza muzyka
- Alan Menken – Piękna i Bestia
- Ennio Morricone – Bugsy
- George Fenton – Fisher King
- John Williams – JFK
- James Newton Howard – Książę przypływów

### Najlepsza piosenka
- „Beauty And The Beast” – Piękna i Bestia – muzyka: Alan Menken; słowa: Howard Ashman (nagroda i nominacje Ashmanowi przyznane pośmiertnie)
- „Be Our Guest” - Piękna i Bestia – muzyka: Alan Menken; słowa: Howard Ashman
- „Belle” - Piękna i Bestia – muzyka: Alan Menken; słowa: Howard Ashman
- „When You’re Alone” - Hook – muzyka: John Williams; słowa: Leslie Bricusse
- „(Everything I Do) I Do It for You” - Robin Hood: Książę złodziei – muzyka: Michael Kamen; słowa: Bryan Adams, Robert John Lange

### Najlepszy dźwięk
- Tom Johnson, Gary Rydstrom, Gary Summers, Lee Orloff – Terminator 2: Dzień sądu
- Gary Summers, Randy Thom, Gary Rydstrom, Glenn Williams – Ognisty podmuch
- Terry Porter, Mel Metcalfe, David J. Hudson, Doc Kane – Piękna i Bestia
- Michael Minkler, Gregg Landaker, Tod A. Maitland – JFK
- Tom Fleischman, Christopher Newman – Milczenie owiec

### Najlepsze montaż dźwięku
- Gary Rydstrom, Gloria S. Borders – Terminator 2: Dzień sądu
- Gary Rydstrom, Richard Hymns – Ognisty podmuch
- George Watters II, F. Hudson Miller – Star Trek VI: Wojna o pokój

### Najlepsze efekty specjalne
- Dennis Muren, Stan Winston, Gene Warren Jr., Robert Skotak – Terminator 2: Dzień sądu
- Mikael Salomon, Allen Hall, Clay Pinney, Scott Farrar – Ognisty podmuch
- Eric Brevig, Harley Jessup, Mark Sullivan, Michael Lantieri – Hook

### Krótkometrażowy film animowany
- Daniel Greaves – Manipulation

### Krótkometrażowy film aktorski
- Seth Winston, Rob Fried – Session Man

### Najlepszy scenariusz oryginalny
- Callie Khouri – Thelma i Louise
- John Singleton – Chłopaki z sąsiedztwa
- James Toback – Bugsy
- Richard LaGravenese – Fisher King
- Lawrence Kasdan, Meg Kasdan – Wielki Kanion

### Najlepszy scenariusz adaptowany
- Ted Tally – Milczenie owiec
- Agnieszka Holland – Europa, Europa
- Fannie Flagg, Carol Sobieski – Smażone zielone pomidory
- Oliver Stone, Zachary Sklar – JFK
- Pat Conroy, Becky Johnston – Książę przypływów

### Oscar Honorowy
- Satyajit Ray – za całokształt twórczości